# San Rafael (Lempira)
San Rafael é uma cidade hondurenha do departamento de Lempira.